# Ehlovec
Ehlovec (macedónul: Ехлоец) település Észak-Macedóniában, a Délnyugati körzet Kicsevói járásában, 2013-ig a Drugovói járás része volt, ami teljes egészében beolvadt a Kicsevói járásba.

## Népesség
| Lakosok száma | 458  | 478  | 431  | 172  | 74   | 36   | 23   | 20   | 9    |
|               | 1948 | 1953 | 1961 | 1971 | 1981 | 1991 | 1994 | 2002 | 2021 |

2002-ben 20 lakosa volt, akik mindannyian macedónok.